# 李再含

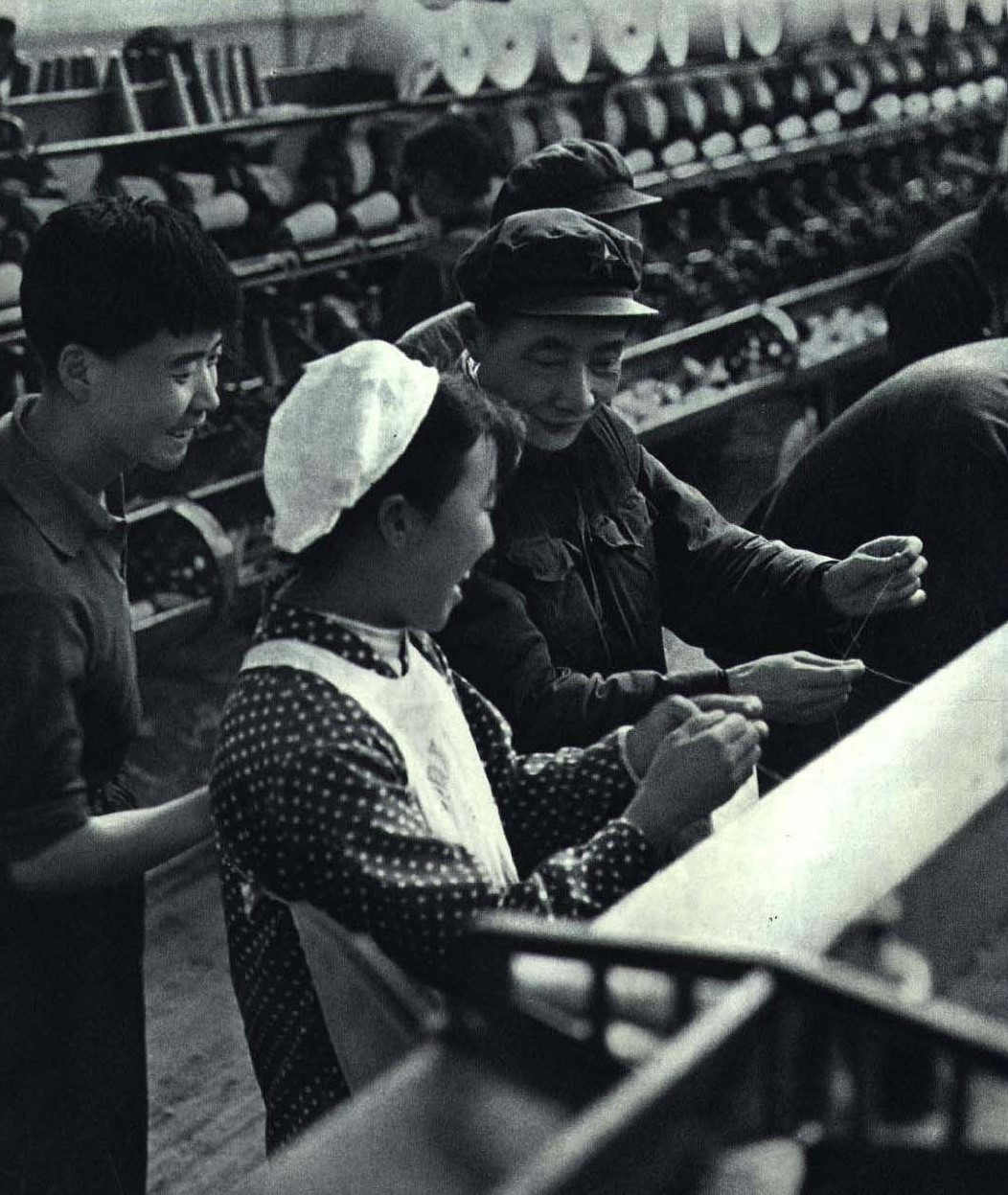
1967年贵州革委会主任李再含

李再含（1919年—1975年8月14日），原名李其英，四川富顺人。贵州省革命委员会主任、党的核心小组组长。中国共产党第九届中央委员会候补委员。中国人民解放军开国大校。
1938年加入中国共产党。1937年10月参加革命。1938年3月任陕北公学旬邑分校政治助理员、第一区队第三十队指导员。1939年4月任抗大一分校组织干事。1939年10月随抗大挺进敌后，任太南地方保安团政治部宣教科科长。1942年2月任太行三分区轮训队党总支部书记。1945年1月任太行四分区第2团副政委。1948年1月任中原野战军第九纵队留守处处长。1949年1月任中国人民解放军第二野战军第四兵团第十五军政治部秘书处长。1949年6月任西南军大四分校政治部副主任。
中华人民共和国成立后，1951年3月任第五步兵学校政治部主任。1951年10月任云南军区干部教导团政委。1952年12月任云南军区速成中学校长兼政委。1962年12月任贵州省军区政治部主任。1964年9月至1967年5月任贵州省军区副政委。1967年2月任贵州省革命委员会主任。1967年5月任昆明军区副政治兼贵州省军区第一政委。1967年12月任贵州省革委会党的核心小组组长（行使省委第一书记权限）。1971年5月被撤销职务。
1960年6月晋升为大校军衔。获二级独立自由勋章、二级解放勋章。中共第九届中央候补委员。1975年在大连逝世。 